# Подгорне (Чечня)
Подгорне (рос. Подгорное) — село у Надтеречному районі Чечні Російської Федерації.
Населення становить 1948 осіб (2019). Входить до складу муніципального утворення Подгорненське сільське поселення.

## Історія
Згідно із законом від 20 лютого 2009 року органом місцевого самоврядування є Подгорненське сільське поселення.

## Населення
| 1990  | 2002  | 2010  | 2012  | 2013  | 2014  | 2015  |
| ----- | ----- | ----- | ----- | ----- | ----- | ----- |
| 1022  | ↗1617 | ↗1693 | ↗1754 | ↗1790 | ↗1814 | ↗1852 |
| 2016  | 2017  | 2018  | 2019  |       |       |       |
| ↗1872 | ↗1908 | ↗1925 | ↗1948 |       |       |       |